# 中国英语能力等级量表
中国英语能力等级量表（英語：China's Standards of English Language Ability，简称：CSE）是由中华人民共和国教育部考试中心撰写，由国家语言文字工作委员会语言文字规范标准审定委员会审定的一种英语能力等级度量规范。中国英语能力等级量表于2018年4月12日发布，6月1日正式实施。

## 历史
2014年，国务院颁布关于深化考试招生制度改革的实施意见，指出要加强外语能力测评体系建设，建成标准统一、功能多元的现代化外语测评体系。
2016年11月，浙江大学和教育部考试中心联合举办第二届“语言测试与评价国际研讨会”，会上表示中国英语能力等级量表已基本研制完成。2018年4月量表发布，6月1日开始正式实行。

## 量表
量表将英语学习者和使用者的英语能力分为九个等级，并对英语能力的各个方面（语言理解，即听力及阅读；语言表达，即口语及写作；语用能力；语言知识；翻译能力，即口译及笔译；语言使用策略）的各个级别所需要的能力做了明确描述。以下是《英语语言能力总表》的内容。
| 等级 | 说明 | 约相当于CEFR |
| ---- | --- | ------------ |
| 九级 | - 能准确、透彻地理解和把握各种语言材料。 - 能自如地运用各种表达方式就各种话题进行深入沟通和交流，表达精确、自然、纯正，并体现一定的语言风格。 | C2           |
| 八级 | - 能理解不同体裁和话题的语言材料，领悟其内涵和话语特征，包括语言风格。 - 能在多种场合熟练使用各种表达方式和策略进行有效的学术交流或与专业有关的交流，就不同的相关话题进行充分、准确、恰当的阐述、论证和评析，表达准确、流畅、连贯、得当。                                 | C1           |
| 七级 | - 能理解多种话题的语言材料，包括自己所学专业领域的学术性材料，准确把握主旨和要义，客观审视、评析材料的内容，理解深层含义。 - 能就多种相关学术和社会话题进行深入交流和讨论，有效地进行描述、说明、解释、论证和评析，表达规范、清晰、得体、顺畅。                           | B2+          |
| 六级 | - 能理解多种话题（包括一般性专业话题）的语言材料，把握要点及其逻辑关系，分析、判断、评价材料中的观点、态度和隐含的意义。 - 能在熟悉的学术或工作交流中参与多种话题的讨论，有效传递信息，比较和评析不同的意见，发表见解，表达连贯、得体、顺畅，符合相关文体规范和语体要求。 | B2           |
| 五级 | - 能理解不同场合中一般性话题的语言材料，把握主旨，抓住重点，明晰事实、观点与细节，领悟他人的意图和态度。 - 能在较为熟悉的场合就学习、工作等话题进行交流、讨论、协商，表明观点和态度，就一般性话题进行较有效的描述、说明或阐述，表达准确、连贯、得体。                     | B1+          |
| 四级 | - 能理解一般社交场合中常见话题的语言材料，抓住主题和主要内容，把握主要事实与观点，清楚他人的意图和态度。 - 能在熟悉的场合就熟悉的话题进行交流，叙述事件发展，描绘事物状况，介绍相关活动，说明事物要点，简单论述个人观点等，表达较为准确、清晰、连贯。                     | B1           |
| 三级 | - 能理解日常生活中的简单语言材料，获取特定或关键信息，抓住要点，推断他人的意图。 - 能在日常生活或一般社交场合中用简单的语言与他人交流，描述个人经历、志向等，并能说明理由、表达观点等，表达基本准确、连贯、顺畅。                                                         | A2+          |
| 二级 | - 能理解日常生活中常见的简单语言材料，获取基本的事实性信息，把握主要内容。 - 能就熟悉的话题或身边的事物用简单的语言进行交流，陈述信息，叙述事件，描述情况，表达基本的交际意图，实现基本的交际目的。                                                                       | A2           |
| 一级 | - 能理解日常生活中十分熟悉的简单语言材料，识别相关活动或身边事物的基本信息，理解基本词语的含义。 - 能用基本的、简短的话语与他人交流，互致问候，相互介绍或描述、陈述身边事物的基本信息，以及表明态度等，有时借助重复或手势、表情等非言语手段。                             | A1           |

## 与考试的对接

### 雅思和普思
由于英国文化协会参与了中国英语能力等级量表的制定，因而该协会主办的雅思（IELTS）和普思（Aptis）自然成为了最早与该量表对接的两个英语考试，对接结果于2019年1月15日公布。
| 雅思单项\CSE等级 | 四级 | 五级 | 六级 | 七级 | 八级 |
| ---------------- | ---- | ---- | ---- | ---- | ---- |
| 总分             | 4.5  | 5.5  | 6.0  | 7.0  | 8.0  |
| 听力             | 5.0  | 6.0  | 6.5  | 7.5  | 8.5  |
| 阅读             | 4.5  | 5.5  | 6.0  | 7.0  | 7.5  |
| 口语             | 5.0  | 5.5  | 6.0  | 6.5  | 7.0  |
| 写作             | 4.0  | 5.0  | 6.0  | 7.0  | 7.5  |

| 普思单项\CSE等级 | 三级 | 四级 | 五级 | 六级 | 七级 |
| ---------------- | ---- | ---- | ---- | ---- | ---- |
| 听力             | 14   | 21   | 29   | 37   | 43   |
| 阅读             | 16   | 26   | 35   | 42   | 46   |
| 口语             | 21   | 29   | 37   | 43   | 47   |
| 写作             | 22   | 31   | 39   | 45   | 50   |

### 托福
2019年12月11日，中国英语能力等级量表与托福（TOEFL）（iBT）的对接研究结果公布。
| 托福单项\CSE等级 | 四级 | 五级 | 六级 | 七级 | 八级 |
| ---------------- | ---- | ---- | ---- | ---- | ---- |
| 总分             | 37   | 57   | 74   | 87   | 101  |
| 阅读             | 7    | 13   | 17   | 21   | 25   |
| 听力             | 4    | 10   | 16   | 20   | 23   |
| 口语             | 13   | 17   | 20   | 23   | 26   |
| 写作             | 13   | 17   | 21   | 23   | 27   |

### 国家英语能力等级考试
与中国英语能力等级量表相对应的考试为国家英语能力等级考试（NETS），尚在研究制定中。目前已知为分级别考核，各级别考核到达一定分数即可以获得本级别的证书。目前计划在“十四五”期间，先行推出相当于高考、大学四、六级、研究生考试、专业四、八级、全国英语等级考试及托福、雅思水平的四、五、六、七级别考核。为保证这一目标实现，原有的面向公众的全国英语等级考试（PETS）已经于各省相继停考。

### 中华人民共和国现有的各类英语考试
一般认为：按照小学三年级起步为计，一级相当于小学四年级水平，二级相当于小学毕业水平；三级相当于中考、四级相当于高考、五级相当于大学四级、六级相当于大学六级或专业四级、七级相当于研究生或专业八级。

## 影响

### 对考试体系的影响
现今英语考试数目繁多，互相衔接性差。中国英语能力等级量表和对应的国家英语能力等级考试计划取代绝大部分由中国各个政府部门和机构组织的英语能力考试，并且将其他的英语能力考试纳入量表的量度范围进行规范。另外，随着作为整个英语能力等级考试体系重点的四、五、六、七级的推出实行，也能促进高考和研考英语的社会化，符合考试体系改革的需求。

### 对语言能力量度体系的影响
杨惠中等学者早在2008年就建议建设一整套外语能力等级量表；而于亮在2013年亦撰文指出汉语（普通话）亦需要能力等级量表。英语能力等级量表的制定推广，对国内外其他语言的能力等级量表也会有所促进。